# 香流
香流（かなれ）は、愛知県名古屋市名東区の地名。現行行政地名は香流一丁目から香流三丁目。住居表示未実施。

## 地理
名古屋市名東区北西部に位置する。東は香南一丁目、西は千種区、南は山の手一丁目〜山の手三丁目・猪子石一丁目、北は香坂・神月町・引山一丁目に接する。

## 歴史

### 町名の由来
地内の名古屋市立香流小学校の校名に由来する。香流という地名自体は南から北にかけて土地が低くなっていることにより「片流れ」が転じたとされる。
以上については香流川も参照。

### 沿革
- 1986年（昭和61年）5月3日 - 名東区猪高町大字猪子石の一部により、同区香流一丁目から香流三丁目がそれぞれ成立する[1]。猪子石土地区画整理組合の換地処分による[4]。

## 世帯数と人口
2019年（平成31年）4月1日現在の世帯数と人口は以下の通りである。
| 丁目       | 世帯数    | 人口    |
| ---------- | --------- | ------- |
| 香流一丁目 | 527世帯   | 1,155人 |
| 香流二丁目 | 475世帯   | 1,013人 |
| 香流三丁目 | 386世帯   | 884人   |
| 計         | 1,388世帯 | 3,052人 |

### 人口の変遷
国勢調査による人口の推移
| 2000年（平成12年） | 3,155人 | [ WEB 6 ] |  |
| 2005年（平成17年） | 3,061人 | [ WEB 7 ] |  |
| 2010年（平成22年） | 3,128人 | [ WEB 8 ] |  |
| 2015年（平成27年） | 3,092人 | [ WEB 9 ] |  |

## 学区
市立小・中学校に通う場合、学校等は以下の通りとなる。また、公立高等学校に通う場合の学区は以下の通りとなる。
| 丁目       | 番・番地等 | 小学校               | 中学校               | 高等学校 |
| ---------- | ---------- | -------------------- | -------------------- | -------- |
| 香流一丁目 | 全域       | 名古屋市立香流小学校 | 名古屋市立香流中学校 | 尾張学区 |
| 香流二丁目 | 全域       | 名古屋市立香流小学校 | 名古屋市立香流中学校 | 尾張学区 |
| 香流三丁目 | 全域       | 名古屋市立香流小学校 | 名古屋市立香流中学校 | 尾張学区 |

## 施設
- 名古屋市立香流小学校[2]
- 中島公園[2]
- 青空どんぐり広場[2]
- 名東消防署猪子石出張所
- 創価学会名東文化会館

- 名古屋市立香流小学校
- 中島公園
- 名東消防署猪子石出張所

## 交通
- 国道302号（名古屋環状2号線）

## その他

### 日本郵便
- 郵便番号 : 465-0005[WEB 3]（集配局：名東郵便局[WEB 12]）。

### WEB
1. ↑  “愛知県名古屋市名東区の町丁・字一覧”.   人口統計ラボ. 2017年10月7日閲覧。
2. 1 2  “町・丁目(大字)別、年齢(10歳階級)別公簿人口(全市・区別)”.   名古屋市 (2019年4月22日). 2019年4月23日閲覧。
3. 1 2  “郵便番号”.  日本郵便. 2019年3月17日閲覧。
4. ↑  “市外局番の一覧”.   総務省. 2019年1月6日閲覧。
5. 1 2  名古屋市役所市民経済局地域振興部住民課町名表示係 (2015年10月21日). “名東区の町名一覧”.   名古屋市. 2017年10月7日閲覧。
6. ↑  名古屋市役所総務局企画部統計課統計係 (2005年7月1日). “（刊行物）名古屋の町(大字)・丁目別人口 (平成12年国勢調査) 名東区” (XLS). 2017年10月8日閲覧。
7. ↑  名古屋市役所総務局企画部統計課統計係 (2007年6月29日). “平成17年国勢調査　名古屋の町(大字)別・年齢別人口 名東区” (XLS). 2017年10月8日閲覧。
8. ↑  名古屋市役所総務局企画部統計課統計係 (2012年6月29日). “平成22年国勢調査　名古屋の町(大字)別・年齢別人口 名東区” (XLS). 2017年10月8日閲覧。
9. ↑  名古屋市役所総務局企画部統計課統計係 (2017年7月7日). “平成27年国勢調査　名古屋の町(大字)別・年齢別人口” (XLS). 2017年10月8日閲覧。
10. ↑  “市立小・中学校の通学区域一覧”.   名古屋市 (2018年11月10日). 2019年1月14日閲覧。
11. ↑  “平成29年度以降の愛知県公立高等学校（全日制課程）入学者選抜における通学区域並びに群及びグループ分け案について”.   愛知県教育委員会 (2015年2月16日). 2019年1月14日閲覧。
12. ↑  “郵便番号簿 2018年度版” (PDF).   日本郵便. 2019年4月23日閲覧。

### 文献
1. 1 2  名古屋市計画局 1992, p. 866.
2. 1 2 3 4 5  「角川日本地名大辞典」編纂委員会 1989, p. 1549.

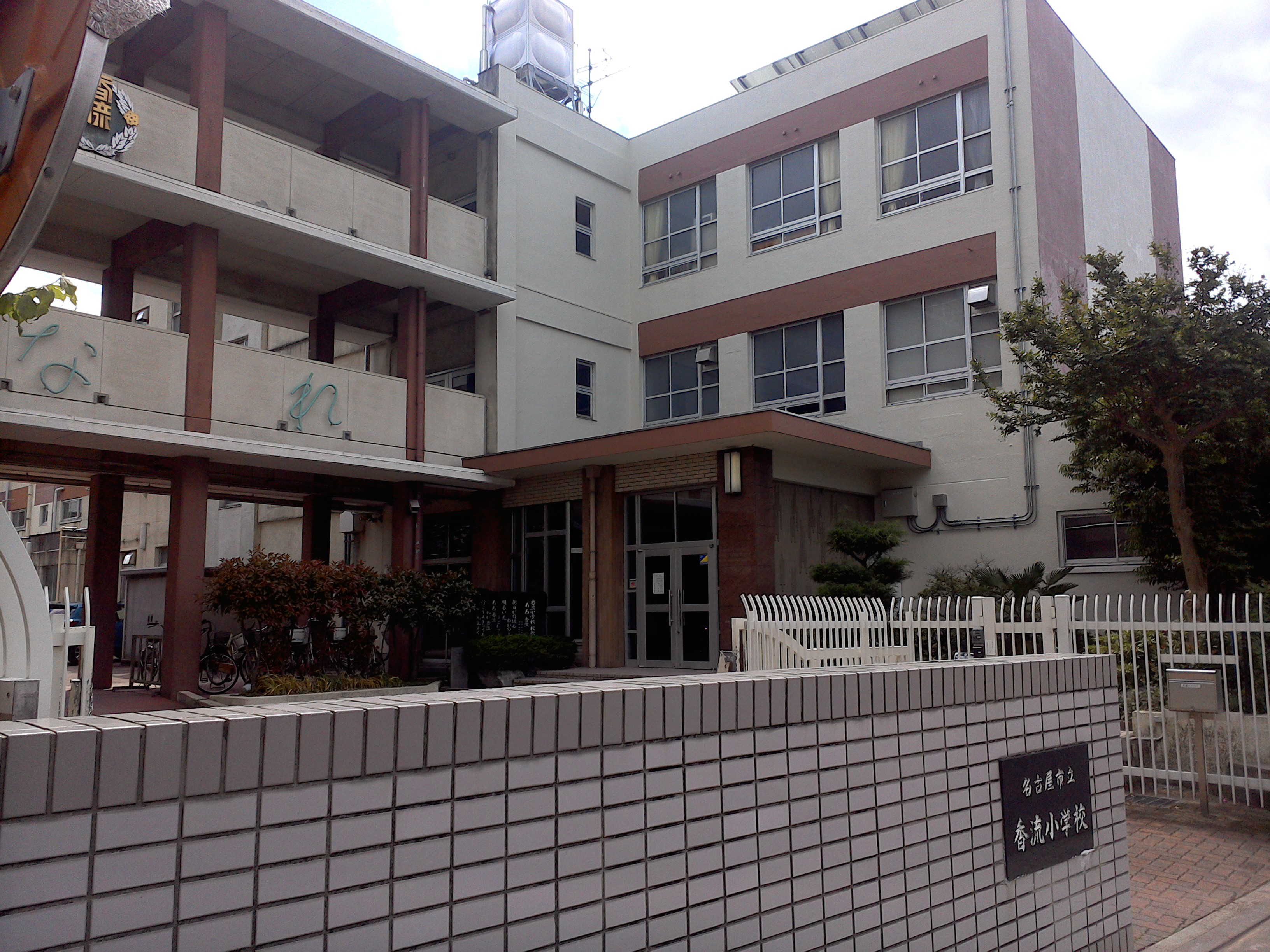
名古屋市立香流小学校
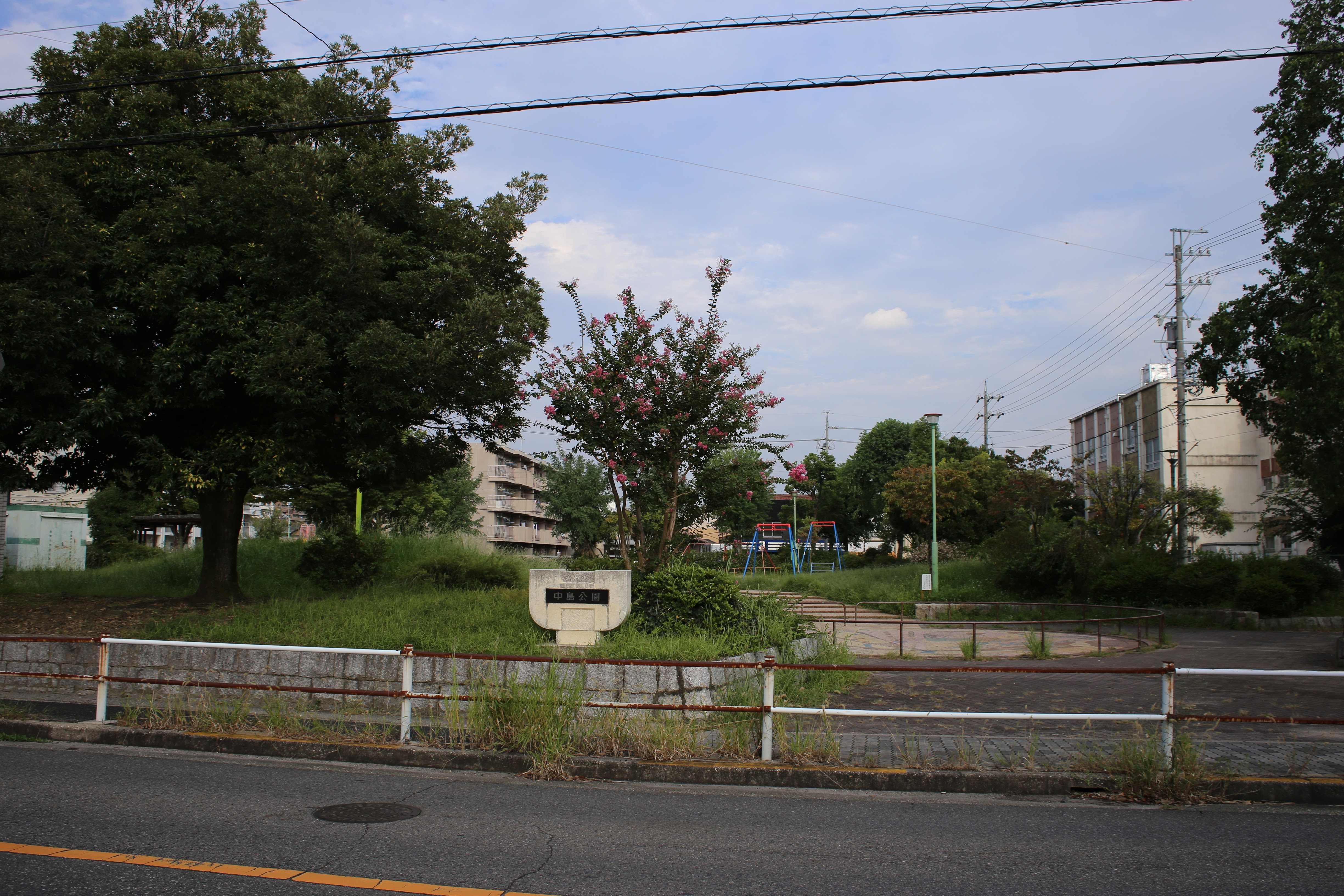
中島公園
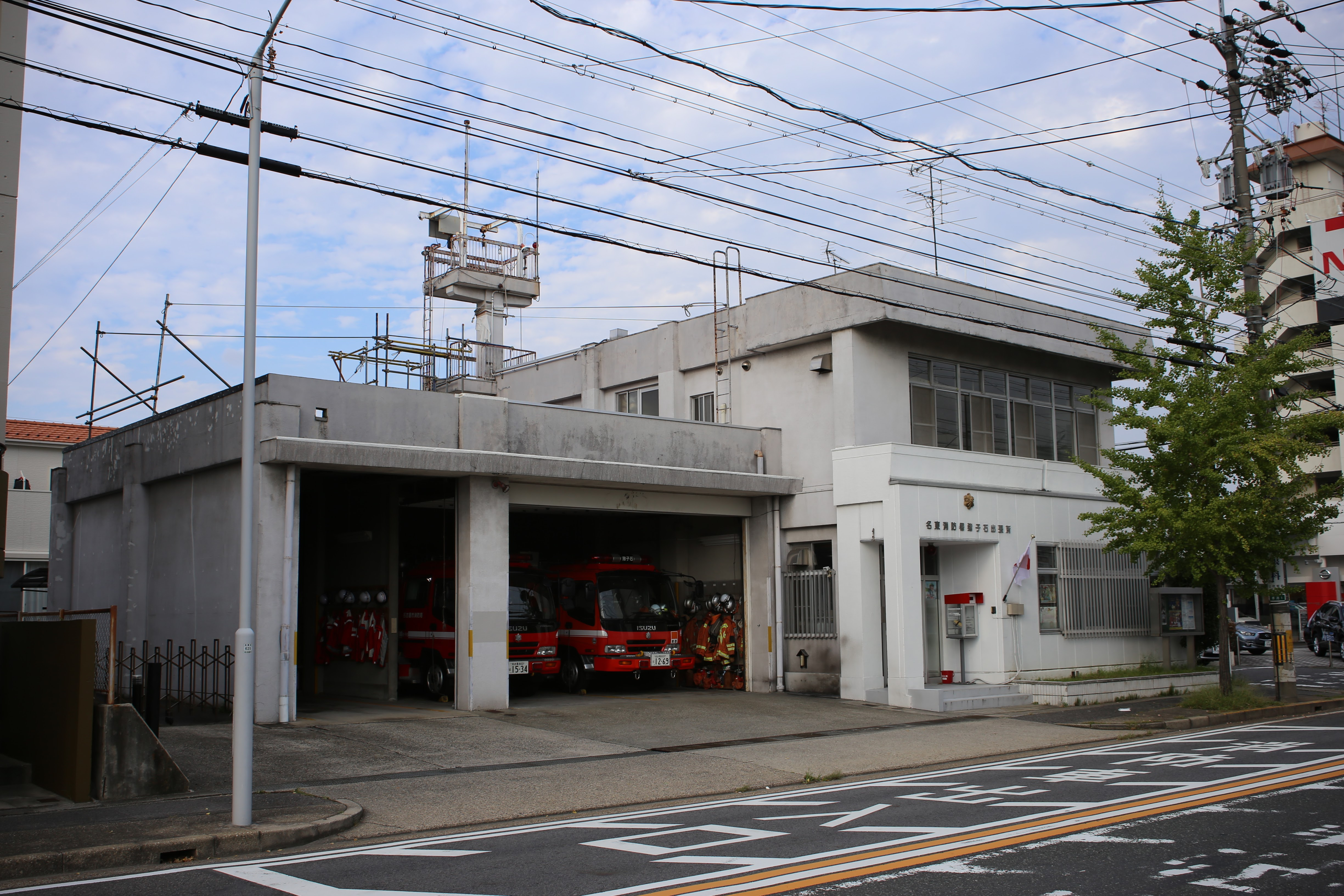
名東消防署猪子石出張所

3. 1 2  名古屋市計画局 1992, p. 658.
4. ↑  名東区区制20周年記念事業実行委員会 1995, p. 84.